# Podoserpula miranda
Podoserpula miranda — вид базидіомікотових грибів родини Amylocorticiaceae. Поширений у Новій Каледонії. Росте на ґрунті, пов'язаний з Arillastrum gummiferum. Описаний у 2009 році, опис опублікований у 2013 році.